# Chrysobothris chrysogaster
Chrysobothris chrysogaster es una especie de escarabajo del género Chrysobothris, familia Buprestidae. Fue descrita científicamente por Bourgoin en 1922.